# SkillStaff
SkillStaff — B2B-платформа для поиска ИТ-специалистов по модели аутстаффинга. Лауреат Премии Рунета.

## История
Основана в 2021 году. Создана компанией AWG. Участник Skolkovo.
Вошла в реестр программного обеспечения в 2023 году. В 2024 году добавил на платформу доработку на базе YandexGPT API для создания резюме специалистов, в 2023 году — раздел «Средние ставки по специализациям», который включает в себя информацию по средним ставкам, должностям и специализациям.

## Сервис и возможности
Платформа для поиска и подбора ИТ-специалистов по модели аутстаффинга. Включает базу из 12 000 работников. В программе участвует 370 компаний. Команда проекта включает 132 человека. Платформа создана для самостоятельного подбора кандидатов для ряда задач по квалификации и должности. Позволяет осуществлять бронирование, оплату и получать отчетность.
С помощью фильтров пользователь способен отбирать кадры по специальности, навыкам, грейду, географическому местоположению, а также управлять бронированием и получать отчетность. На сайте также представлен личный кабинет пользователя и блог со статьями. История сотрудничества доступна в личном кабинете пользователя.

## Собственники и руководство
Основателями проекта являются Никита Шабашкевич, Александр Хачиян. Исполнительным директором выступает Полина Беляцкая. Правообладателем является ООО АРТВЕБ ГРУПП.

## Награды
В 2022 году стала бронзовым призером Tagline как «Лучший сервис для digital-индустрии», в том же году серебряным призером как «Открытие года». В 2023 году стала лауреатом Премии Рунета в номинации «Цифровая экономика». В том же году стала золотым призером Tagline Awards в номинации «Сапожник с сапогами» как «Лучший продукт/сервис агентств для новых условий» и как «Лучший продукт года среди агентств».
В 2024 году платформа вошла в ТОП-100 идей в направлении «Эффективный труд и образование» по итогам форума «Сильные идеи нового времени». В 2024 году заняла 1 место по ИТ-аутстаффингу в Рейтинге Рунета.